# Ganbare Goemon
Ganbare Goemon es una saga de videojuegos de aventura/plataforma de la compañía Konami, que tiene mucha popularidad en Japón comparable con Castlevania además de ser la mascota de la compañía allí, pero no tanto en occidente debido a su temática del folclore y cultura japonesa. A occidente solo han llegado 5 juegos de esta saga: uno primero para Super Nintendo, dos para Nintendo 64 y dos para Game Boy. Es de hacer notar también que solo ha salido Ganbare Goemon en consolas de Nintendo y Sony, además de arcade, posiblemente siendo una especie de saga exclusiva al estilo Megaman en sus primeros años.

## Lista de juegos por plataforma
La inmensa mayoría de los juegos de la saga Ganbare Goemon no salió de Japón, solo lo que se explica entre paréntesis llegaron a occidente.

### Juego de tablero
- 1986: Ganbare Goemon! Karakuri Dōchū: Machi Hen

### Arcade
- 1986: Mr. Goemon
- 1997: Ganbare Goemon (Medal Game)[1]
- 2009: Ganbare Goemon Pachisuro (un pachislot)
- 2011: Ganbare Goemon Pachisuro 2 (un pachislot)

### NES
- 1986: Ganbare Goemon! Karakuri Dōchū (reeditado para Game Boy Advance en 2004 bajo la etiqueta NES Classics)
- 1989: Ganbare Goemon 2
- 1990: Ganbare Goemon Gaiden: Kieta Ōgon Kiseru
- 1992: Ganbare Goemon Gaiden 2: Tenka no Zaihō

### MSX
- 1987: Ganbare Goemon! Karakuri Dōchū

### LCD
- 1990: Ganbare Goemon: Ebisumaru Kiki Ippatsu

### SNES
- 1991: Ganbare Goemon: Yukihime Kyūshutsu Emaki (fuera de Japón es llamado, The Legend of the Mystical Ninja)
- 1993: Ganbare Goemon 2: Kiteretsu Shōgun Magginesu
- 1994: Ganbare Goemon 3: Shishijūrokubē no Karakuri Manji Gatame
- 1995: Ganbare Goemon Kirakira Dōchū: Boku ga Dancer ni Natta Wake
- 1996: Soreyuke Ebisumaru! Karakuri Meiro - Kieta Goemon no Nazo!! (juego de rompecabezas)

### PlayStation
- 1996: Ganbare Goemon: Uchū Kaizoku Akogingu
- 1998: Ganbare Goemon: Kuru Nara Koi! Ayashige Ikka no Kuroi Kage
- 2001: Ganbare Goemon: Ōedo Daikaiten
- 2001: Goemon: Shin Sedai Shūmei!

### Game Boy
- 1991: Ganbare Goemon: Sarawareta Ebisumaru! (aparecido en Europa en el recopilatorio Konami GB Collection 3 para Game Boy Color, bajo el nombre Mystical Ninja Starring Goemon).
- 1997: Ganbare Goemon: Kurofune Tō no Nazo (fuera de Japón es llamado, Mystical Ninja Starring Goemon)

### Game Boy Color
- 1999: Ganbare Goemon: Tengu-tō no Gyakushū!
- 1999: Ganbare Goemon: Mononoke Dōchū Tobidase Nabe-Bugyō!
- 2000: Ganbare Goemon: Hoshizorashi Dynamites Arawaru!!

### Game Boy Advance
- 2001: Goemon: New Age Shutsudō! (un spin-off futurista de la saga)
- 2005: Kessakusen! Ganbare Goemon 1+2: Yuki-hime to Magginesu (conversión de los dos primeros juegos de SNES con minijuegos extra)

### Nintendo 64
- 1997: Mystical Ninja Starring Goemon (Ganbare Goemon: Neo Momoyama Bakufu no Odori, en Japón)
- 1998: Ganbare Goemon: Derodero Dōchū Obake Tenko Mori (fuera de Japón es llamado Mystical Ninja 2 Starring Goemon en Europa y Goemon's Great Adventure en Norteamérica)
- 1999: Goemon: Mononoke Sugoroku (juego del estilo de Mario Party)

### PlayStation 2
- 2000: Bōken Jidai Katsugeki Goemon

### Teléfonos celulares
- 2002-2003: Serie Ganbare Goemon: Tsūkai Game Apli:[2]

Dosukoi! Harite Ichiban
Hijutsu! Sansū Juku
Jetto GO! GO! GO!
Karakuri Kiteretsu Rēsu
Tentekomai-Mai Meikyū-Kan
- 2003:[4] Mini Kyodai Robo Goemon Compact[5]
- 2005: Ganbare Goemon 3: Shishijūrokubē no Karakuri Manji Gatame (publicado en 12 episodios)[6]
- 2005: Ganbare Goemon! Karakuri Dōchū[7]
- 2007: Ganbare Goemon Gaiden: Kieta Ōgon Kiseru[8]

### Nintendo DS
- 2005: Ganbare Goemon: Tōkai Dōchū Ōedo Tengu ri Kaeshi no Maki

### Virtual ConsoledeWii,Wii Uy3DS
- 2007: The Legend of the Mystical Ninja
- 2007: Ganbare Goemon! Karakuri Dōchū
- 2008: Ganbare Goemon 2: Kiteretsu Shōgun Magginesu
- 2009: Ganbare Goemon 3: Shishijūrokubē no Karakuri Manji Gatame
- 2012: Ganbare Goemon 2 (videojuego para NES)
- 2012: Ganbare Goemon: Kurofune Tō no Nazo
- 2012: Ganbare Goemon Gaiden: Kieta Ōgon Kiseru

## Personajes de la saga
- Goemon (ゴエモン): Es el protagonista principal y personaje principal de la serie (Legend of the Mystical Ninja), es un hombre de sangre ardiente de Edo. Con un fuerte sentido de justicia y voluntad, también en el futuro su hijo es referido por el mismo nombre. Además es un chaval muy confiado y seguro de sí mismo que lucha por el bien de Japón.

- Ebisumaru (エビス丸): Es un ninja que hace las cosas a su manera cuando se le antoja y el mejor amigo de Goemon, es un ninja sorprendentemente regordete, con una personalidad excéntrica. Sus armas son muy poco ortodoxas, como los abanicos o mazos. Tiene el récord de comer más bolas de arroz en la Teahouse (Casa de té).

- Yae (ヤエ): Es una kunoichi que trabaja para la Investigación Secreta Ninja, una organización secreta de las fuerzas de la paz. A menudo se une a Goemon y Ebisumaru en sus aventuras bajo el mismo objetivo. En la batalla, Yae normalmente ejerce una katana, así como su bazooka personal, y la capacidad de transformarse en una sirena. Es una agente secreta ninja que investiga los casos más difíciles, es como una hermana mayor para Goemon y los otros.

- Sasuke (サスケ): Es un ninja robot creado por Monoshiri y, a menudo se une a Goemon y Ebisumaru en sus aventuras. Es un personaje muy ingenuo y honesto. Sin embargo, parece tener un interruptor que lo hace cambiar del bien al mal y viceversa. Sasuke lucha utilizando todo tipo de armas, incluidas kunai dobles, explosivos en miniatura, su copete de púas incluso puede volar por un tiempo limitado. A Sasuke le gusta el baño caliente y el té verde.

- Omitsu (おみつ): Ella es, básicamente la novia de Goemon, aunque le falta el valor para acercarse a ella. Y también es un objetivo probable de los enemigos.

- Monoshirii ojisan (物知りお爺さん, "El viejo sabio"): Es un brillante genio de las máquinas que tienen un mecanismo de relojería, el vive en lo profundo de Iga. Aunque es un buen hombre, también es un gran pervertido.

- Goemon Impact (ゴエモンインパクト): Es un robot gigante hecho por Monoshirii con un mecanismo de relojería . En sí el modelo de este robot está basado en el personaje de Goemon, que fue construido para ayudar a Goemon asumir enemigos gigantes, pero más a menudo, actúa como una estrella de cine famosa en diversas partes del mundo, e incluso tiene un planeta que bautizó con su nombre. Comparte con Goemon el fuerte sentido de justicia, y disfruta de la lucha por el equipo. También tiene un amor al baile, especialmente en las discotecas.

- Miss Impact (ミスインパクト): El equivalente femenino a Goemon Impact. Fue creado por el Viejo Sabio, como contrapartida de Goemon Impact, Miss Impact sigue el modelo de Omitsu. Pero Omitsu se niega a notar las similitudes ... Goemon Impact se enamoró de ella a primera vista. Sin embargo, puesto que la Miss Impact no ha sido visto desde entonces "Goemon's Great Adventure" se desconoce cómo funcionó su relación.

- Ebisu: Ella es la mejor amiga de Goemon en el futuro. Ella maneja las mismas armas que Ebisumaru y, posiblemente, sea su hija.

- El señor feudal de Edo y la princesa Yuki: Ellos son los gobernantes de Edo. A pesar de ello, más de las veces ellos también son cazados por los hacedores de la maldad, como se describe en el manual de Mystical Ninja Starring Goemon 2: Nacieron para estar en el lugar equivocado, y en el momento equivocado. Yuki tiene un papel importante en Ganbare Goemon Pachisuro, en particular, cantando una canción durante el juego.

- Hitoe (ヒトエ): Hermana de Yae.

- Goroku:

- Baban:

- Shōgun Magginessu (??)

Es el villano de Ganbare Goemon 2: Kiteretsu Shōgun Magginesu y Ganbare Goemon Pachisuro 2.
- Bisumaru (??)

- Space Clown Akogingu (??)

Es el villlano de Ganbare Goemon: Uchū Kaizoku Akogingu.
- Kinemon (??)

- Admiral Peruri (??)

- Dochuki (??)

- Yui (ユイ?)

- Jurokubei (??)

Es el villano de Ganbare Goemon 3: Shishijūrokubē no Karakuri Manji Gatame.
- Baron (??)

- Seppukumaru (??)

Es el villano de Ganbare Goemon Kirakira Dōchū: Boku ga Dancer ni Natta Wake.

## Otros elementos relacionados

### Anime

#### Original Video Animation
- Un episodio u OVA de treinta minutos fue lanzado en Japón en 1991, titulado Ganbare Goemon: Jigen Jō no Akumu (がんばれゴエモン 次元城の悪夢?  "Ganbare Goemon: La Pesadilla del Castillo de Dimensiones"). El OVA, con la voz de Daiki Nakamura como Goemon y Hideyuki Umezu como Ebisumaru, contenía segmentos especiales parodiando Gradius, Akumajō Dracula y TwinBee.

- El Segundo episodio u OVA de treinta minutos fue lanzado en Japón en 1998, titulado Ganbare Goemon: Chikyū Kyūshutsu Sakusen (がんばれゴエモン地球救出作戦?  "Ganbare Goemon: Operación de Rescate Global").

### Manga
Goemon es el protagonista de numerosos mangas basados en la saga de videojuegos. Hay varias series, cada una de ellas basada en un juego distinto. La mayoría de los mangas están ilustrados por el artista Hiroshi Obi y fueron publicados entre 1991 y 1998 acompañando al lanzamiento de cada nuevo videojuego.

### Libros
- Ganbare Goemon “Choose Your Adventure” Book

## Apariciones en otros juegos
- Wai Wai World (NES, 14 de enero de 1988, solo Japón):
?
- Serie Parodius:
?
- Hai no Majutsushi (MSX, 1989, solo Japón):
?
- Ganbare Pennant Race (NES, 198?, solo Japón):
?
- Akumajō Special: Boku Dracula-kun (NES, 1990; Game Boy, 1993; teléfonos móviles, 2006 solo Japón):
?
- Wai Wai World 2 (NES, 5 de enero de 1991, solo Japón):
?
- Snatcher (Sega Mega-CD, 1994):
?
- Jikkyō Power Pro Wrestling '96: Max Voltage. (Super Famicom, 1996):
?
- Konami Characore World (コナミキャラコレワールド Konamikyarakorewārudo?) (Móvil, 2000)
- Pop'n'Music 12 (Arcade, 200?):
?
- Konami Krazy Racers (Game Boy Advance, 2001):
?
- Yu-Gi-Oh! - Reshef of Destruction (Game Boy Advance, 2003):
?
- Serie Otomedius:
?
- Konami Wai Wai Sokoban (teléfonos móviles, 2007):
?
- Yu-Gi-Oh! World Championship 2008 (Nintendo DS, 2008):
?
- Quiz Magic Academy 5 (Arcade, 2008):
- Castlevania: Harmony of Despair (Xbox Live Arcade, 2010; PlayStation Network, 2011)[10]
- Quiz Magic Academy 7 (Arcade, 2010):
- Quiz Magic Academy 8 (Arcade, 2011):
- Kingdom Dragonion (iOS, Android, 2015):
- Mahjong Fight Club Sp (iOS, Android, 2016):
- Pixel Puzzle Collection (iOS, Android, 2018):
- Super Smash Bros. Ultimate (Nintendo Switch, 2018)